# Павел Констанций
Павел Констанций (лат. Paulus Constantius) — римский политический деятель второй половины IV века.
В 374 году Констанций занимал должность проконсула Африки. Принявший к этому времени христианство, Констанций стал преемником на этом посту приверженца старых римских языческих верований Симмаха. 6 июля 375 года он скончался и был похоронен своей супругой Гонорией в Салоне. Его сыновьями были Паулин и Антоний Павел.